# Дутчак Василь
Дутча́к Васи́ль (1869—1947) — посол до румунського парламенту (1930–1932), редактор газети «Буковина» (1896).

## З життєпису
Створив Українську національну організацію в Чернівцях (1922–1927). Член екзекутиви Української національної партії на Буковині (1927–1932).
Праці:
- «Табулярні добра і двірські обшари на Буковині» (1907),
- «Як відживають давні штучні обшари двірські на Буковині» (1912),
- «Die rechtliche Bedeutung der Dekretsgesetze Rumäniens» (1922),
- «Innere Kolonisation in der bukowina» // «Zur Beleuchtung der Agrarreform» (1920),
- «Das Feststellen der rumänischen Staatsangehörigkeit» (1923),
- «Das Minimum der Volksstammesrechte in Rumänien» (1923),
- «Stockwerkeigentum» (1940).

Публікувався у газетах «Буковина» (редагував 1896), «Час» і «Chernowitzer Allgemeine Zeitung».